# کموتاتور

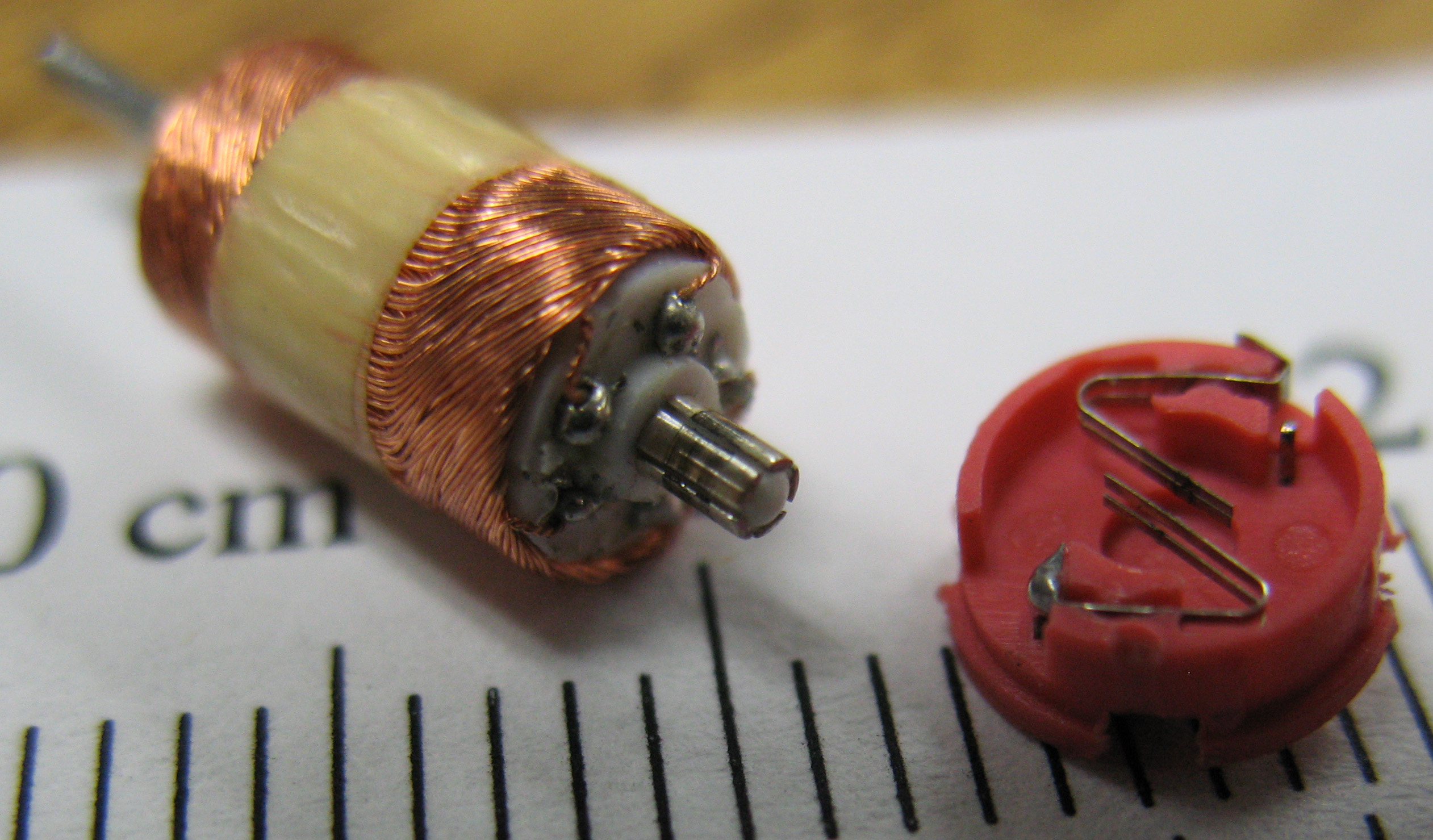
یک کموتاتور ریز ۵ قسمتی که قطری کمتر از ۲ میلیمتر دارد و روی یک موتور جریان مستقیم در یک ماشین اسباب‌بازی کنترل رادیویی نصب شده.

کُموتاتور یا جابه‌جاگر (به انگلیسی : Commutator)، به یک سوئیچ اغلب مکانیکی در بعضی از موتورها یا ژنراتورهای الکتریکی گفته می‌شود که دائماً جهت جریان را در روتور عوض می‌ کند. کموتاتور در موتورها برای انتقال توان الکتریکی به روتور و در ژنراتورها برای جمع‌آوری توان به روشی مشابه استفاده می‌شود. کموتاتور به عنوان یک کلید و با توجه به تعداد کلیدزنی‌هایی که در عمر مفید خود انجام می‌دهد، دارای عمر بسیار طولانی است.
کموتاتور مسبب تغییر حالت AC به DC میباشد، در واقع عملیات یکسوسازی در ژنراتور را به عهده دارد
این سوئیچ در ماشین‌های گردانی که با جریان مستقیم سر و کار دارند به کار می‌رود. کموتاتور با تغییر جهت جریان در سیم‌پیچ آرمیچر یک موتور الکتریکی، موجب ایجاد یک نیروی (گشتاور) چرخشی می‌شود. به طور مشابه، در ژنراتورها با معکوس کردن اتصال سیم‌پیچ به مدار خارجی، جهت جریان را حفظ می‌کند و جریانی یک ‌سویه را به مدار خارجی تحویل می‌دهد. نخستین ماشین DC کموتاتوری توسط ایپولیت پیکسی (به انگلیسی: Hippolyte Pixii) و بر پایهٔ پیشنهاد آندره-ماری آمپر در سال ۱۸۳۲ میلادی ساخته شد.

## اصول کارکرد

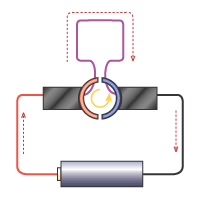

با چرخش روتور، جریان داخل سیم‌پیچ پس از هر نیم‌دور چرخش کموتاتور، معکوس می‌شود. این تغییر جهت جریان در سیم‌پیچ، با تغییر جهت میدان ثابت نسبت به سیم‌پیچ همراه است. جریان داخل سیم‌پیچ موجب اعمال گشتاور از طرف میدان ثابت به سیم‌پیچ می‌شود و آن را به چرخش وا می‌دارد. با چرخش روتور، میدان روتور رفته‌رفته با میدان استاتور همسو می‌شود و در اینجا کموتاتور جهت میدان را در روتور معکوس می‌کند. بنابراین موتور دائماً در حال تلاش برای رسیدن به حالت سکون است.

## ساده‌ترین کموتاتور عملی
در عمل کموتاتورها باید دست کم دارای سه قسمت روتوری باشند تا مانع از ایجاد نقطهٔ مرده در چرخش کموتاتور شوند.
در کموتاتورهای دو قسمت، دو حالت وجود دارد که به حالت مرده می‌رسیم. این حالت‌ها زمانی رخ می‌دهند که جاروبک‌ها در حال عبور از انتهای یک بخش و رفتن به بخش دیگر هستند.
1. اگر پهنای جاروبک‌ها باریکتر از فاصلهٔ عایقی میان قسمت‌ها باشد، هنگام عبور جاروبک از روی این فاصله، تماس جاروبک‌ها با هر دو قسمت قطع شده و انتقال توان بازمی‌ایستد. در چنین حالتی ژنراتور نمی‌تواند توان تولید کند و یک موتور دوقطبی نمی‌تواند آغاز به کار نماید.
2. اگر پهنای جاروبک‌ها از پهنای فضای عایق بیشتر باشد، هنگام تماس جاروبک‌ها با هر دو قسمت اتصال کوتاه رخ می‌دهد و در چنین حالتی کل توان تولیدشده توسط ژنراتور از این اتصال کوتاه تخلیه می‌شود یا جریان تغذیهٔ موتور در آنجا اتصالی پیدا می‌کند. هر دو حالت منجر به اتلاف توان شدید و گرم‌شدن شدید کموتاتور و جاروبک‌ها می‌شود.

اگر کموتاتوری دارای سه قسمت یا بیشتر باشد، با وجود اینکه احتمال ایستادن روتور در حالتی که قسمتی از کموتاتور یک جاروبک را لمس می‌کند وجود دارد، این امر تنها موجب تخلیهٔ انرژی یکی از بازوهای روتور خواهد شد در حالی که سایرین (در این یک بازوی باقی‌مانده) به درستی کار می‌کنند. همین بازوهای باقی‌مانده برای تولید گشتاور کافی در موتور و شروع چرخش موتور کافیست، و ژنراتور می‌تواند توان مفیدی را به مدار خارجی منتقل کند.

## ساختار حلقه/قسمت

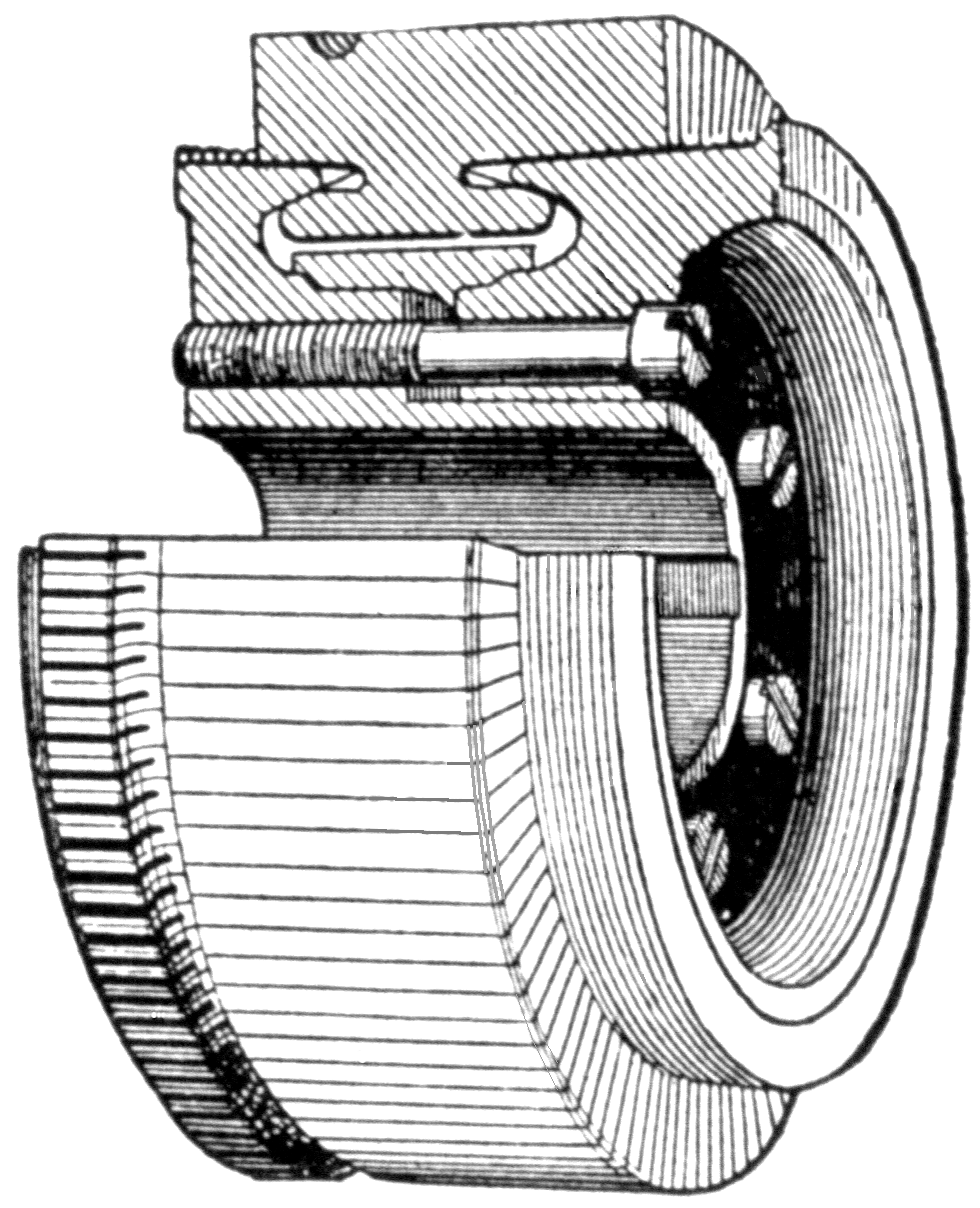
سطح مقطع یک کموتاتور که می‌توان برای تعمیر آن را باز کرد.

هر کموتاتور به طور معمول از چندین قسمت مسی تشکیل شده‌است که روی محیط خارجی قسمت گردان ماشین (آرمیچر) نصب شده‌اند. همچنین یک مجموعه از جاروبک‌های پشتیبانی‌شده با فنر به بخش ایستای ماشین متصل می‌شوند. منبع خارجی جریان (در یک موتور) یا بار الکتریکی (در ژنراتور) به جاروبک‌ها متصل می‌شود. برای وسایل کوچک، قسمت‌های کموتاتور را می‌توان از جنس ورقه‌های فلزی ساخت. برای تجهیزات بسیار بزرگ، این قسمت‌ها را با ریخته‌گری مس و ماشین‌کاری آن به شکل نهایی می‌سازند.